# Желны
Же́лны (лат. Dryocopus) — род крупных дятлов, как правило достигающих в длину 35—45 см. Представители этого рода распространены в Евразии, Северной и Южной Америке. Полагают, что ближайшей родственной группой этих птиц являются королевские дятлы — род, представители которого обитают в западном полушарии.
Это крупные дятлы с сильным клювом, имеющие преимущественно чёрное оперение и ярко-красные отметины в верхней части головы в виде шапочки либо хохолка. У большинства видов также отмечены участки белых перьев, в частности на голове, а также дополнительные красные пятна. Наружный передний палец длиннее наружного заднего, ноздри прикрыты щетинками. Половой диморфизм, а также разница между взрослыми и молодыми птицами отражены в различных участках красных перьев. Полёт неровный, с неравномерными взмахами крыльев. Стук этих дятлов бывает слышен на значительном расстоянии.
Желны ведут оседлый образ жизни в лесах с крупными старыми деревьями. Гнёзда устраивают в больших дуплах мёртвого либо больного дерева, обычно каждый год на новом месте. Эти гнёзда впоследствии часто используются другими птицами для выведения потомства. Питаются живущими на деревьях насекомыми, в первую очередь жуками и их личинками, а также плодами, ягодами и орехами.
Таксон Dryocopus происходит от двух древнегреческих слов — δρύς («дуб») и κόπος («трудиться», «резать»).

## Виды
В состав рода включают 6 видов:
- Dryocopus lineatus — Полосатая желна
- Dryocopus pileatus — Хохлатая желна
- Dryocopus schulzi — Чернобрюхая желна
- Dryocopus javensis — Белобрюхая желна
- Dryocopus hodgei
- Dryocopus martius — Желна